# Henri Antonin Morin
Henri Morin est un chef d’orchestre français, violoniste et multi-instrumentiste. Il a mené une carrière symphonique et théâtrale. 

## Biographie
Henri Morin est né le 17 août 1883 à Grenoble de Henri François Morin - propriétaire - et de Marie Augustine Fauchet – sans profession.
Il épouse en premières noces Florence Wilis-Sinclaire, une américaine, dont il a eu quatre enfants. 
Il épouse en secondes noces Marguerite Le Meignen, avec laquelle il eut trois enfants.
Henri Morin, après avoir séjourné à la Maison des artistes de Neuilly, au 89 boulevard Bineau, décède le 9 octobre 1967 à 18h10 à l’hôpital de Limeil-Brévannes du 48 rue Henri-Barbusse.
Il est enterré en qualité de frère Oblat au monastère de Saint-Wandrille (situé près de Rouen).
Très jeune chef d’orchestre, il a connu 20 ans de pupitre, il a une préparation approfondie au point de vue pratique et culturel, il a l’habitude du plateau, une connaissance pratique du répertoire et des chanteurs. 
Il eut deux maîtres : Vincent d’Indy ainsi que Arthur Nikisch (de 1906 à 1911).

### Début de carrière
Pendant ce temps, il a voyagé, Leipzig, Berlin, Munich, Vienne où il rencontra Mottl et Schalk.
Il commença sa carrière à Cologne comme chef adjoint de Otto Lohse.
Le New York Times nous apprend qu'il a donné un concert le 20 novembre 1904, au Carnegie Hall ; le programme consistant en pièces françaises uniquement.
Il a approfondi l’œuvre lyrique de Monteverdi, de Gluck, de Rameau grâce à la personnalité éminente de Vincent d’Indy, et auprès de Nikisch, Mottl, Schalk et Otto Lohse, le Freychutz, tout Mozart, tout Wagner, Fidelio, Salomé, le Chevalier à la rose.
Puis, pendant ses directions comme premier chef à Nantes, Lyon, Nice, Bordeaux, Mulhouse, Chicago et Rio de Janeiro, il a dirigé, outre son répertoire habituel : Thais, Faust, Samson, Monna, Vanna, La Damnation.
Le dimanche 2 mai 1915, c’est au Grand Théâtre de Nantes que Henri Morin orchestre La Bataille de Marignan de Jannequin, la Rédemption de César Franck, la Marseillaise de Rouget de l’Isle, avec la célèbre Scola Cantorum de Nantes, dirigée par sa fondatrice, Mme Marguerite Le Meignen Mère et dont Vincent d’Indy en était le Président d’honneur.
Le mardi 19 mars 1918 à 20h30, Henri Morin y orchestrait Les Béatitudes de César Franck.
En 1921, il est à Chicago pour un opéra, Monna Vanna. Vanna est interprétée par Mary Garden.
En 1926- ARTISTIC (Concerts de l') 61, rue de Douai (9e) : « 8 novembre: Musique américaine par The Symphony - Jazz - Orchestra. Curieuse et louable idée, le rapprochement de la symphonie et du jazz. C'est là le principe des nouveaux concerts que dirige à l'ARTISTIC un chef alerte, Mr Henri Morin, dont le geste est d'une élégante symétrie et la musicalité subtile. Ces deux princes du rythme: Jean Wiener et Clément Doucet ont participé à la première séance. » (La Semaine à Paris novembre 1926).

### Bucarest
À Bucarest, où appelé à conduire deux concerts, il dut en diriger neuf, il remporta un vif succès : Festival Berlioz – avec son interprétation gigantesque de la Marche au Supplice et de la Ronde du Sabbat de la Symphonie fantastique, sublime avec Benvenuto Cellini.
Dans le Carnet musical, on retrouve les articles des journaux qui ne tarissent pas d’éloge à son sujet.
Le 10 novembre 1921 : « …une révélation …tempérament tout à fait supérieur…gestes sobres d’une extraordinaire puissance suggestive…baguette d’un prestidigitateur.. ». (Indreptarea)
«… le plus remarquable des chefs d’orchestre…envergure des grands kappelmeisters allemands…peintre prodigieusement doué qui sait appliquer les diverses couches de couleurs avec une remarquable intelligence, avec un sens merveilleux de la fresque sonore… » (Indépendance Roumaine)
Le 5 novembre 1921 : « … son talent et son art s’élève aux plus hautes cimes… le placer au rang de ceux que le Destin a orné des dons spirituels les plus chers… » (Vitorul)
Le 20 mars 1923, à l’Athénée, malgré un orchestre essoufflé, Henri Morin prépara les deux concerts de son impérieuse baguette, relevant le défi, tel un tour de force. Le journal Le Progrès raconte :  « …le succès de M. Morin tourne à l’ovation… M. Morin n’a pas quitté l’Athénée à pied, mais juché sur les épaules des étudiants déchaînés… »
À L’athénée, Henri Morin y a conduit la « Symphonie fantastique » de Berlioz, l’ouverture du Roi d’Ys de Lalo, Procession nocturne de Rabaud, Tableau Symphonique du Meneur de Louves de Poneigh, Tragédie de Salomé de Florent Schmitt, La Péri de Dukas, la Valse de Ravel.

### Perkain le Basque
Le 17 janvier 1931, au Grand Théâtre de Bordeaux, il conduit l'orchestre pour la création du drame lyrique Perkain, drame lyrique en trois actes, texte adapté par Pierre-Barthélemy Gheusi de la pièce de théâtre de Pierre Harispe Perkain, drame sous la Terreur et dans le Pays basque, écrite en 1903 et consacrée à un pelotari basque en partie légendaire, mis en musique par Jean Poueigh.

### A l’Opéra Comique
Le 24 septembre 1935, on peut lire dans le journal : « Le nouveau chef d’orchestre, M. Henri Morin, a conduit hier Le Roi d'Ys, Salle Favart, avec un succès éclatant. Il dirige actuellement les répétitions des deux prochaines reprises : Le Jongleur de Notre-Dame, avec MLe Darville, MM. Carlton Gault et Jean Vicuille, et Les Noces de Figaro, avec Mme Bonavia. ».
Le 3 décembre 1935, on y lira : « Melles Lecouvreurs (Margared), Lillie Grandval (Rozeran) ; MM. Girard ( Mylio), Jean Veuille (Karnac) seront samedi les protagonistes du Roi d’Ys que dirigera M. Henri Morin.
Il a conservé la brillante exclusivité du Roi D’Ys de 1934 à 1936 à l’Opéra Comique.
Le 7 septembre 1939, Le directeur du Théâtre national de l'Opéra-Comique le sollicite pour des ouvrages qui seront diffusés par la Radio Française à Paris.

### Studio d’Art lyrique
Henri Morin prend l’initiative de fonder le « Studio d’Art Lyrique », association située au 71 rue de Dunkerque à Paris et qui démarra sur un concert de présentation placé sous les hauts auspices du grand musicien Jean Philippe Rameau. C’était sans rémunération aucune et par un travail acharné que la représentation a eu lieu.

### L’après-guerre
Après la guerre, il est accusé « d’avoir postérieurement au seize juin mil neuf cent quarante, sciemment apporté en France ou à l’étranger une aide directe ou indirecte à l’Allemagne, ou à ses alliés, portés atteinte à l’unité de la Nation ou à la liberté des Français ou à l’égalité entre ces derniers. » 
Mais le 19 avril 1947, la chambre civique statue contradictoirement car il ressort des débats qu’il a pu être déterminé dans son acte par le souci de rétablir ou de consolider une situation de chef d’orchestre et une carrière musicale qui se trouvait compromise par les mesures dont il avait été l’objet, qu’il a élevé ses enfants dans l’amour du pays…à la majorité, déclare Morin, non coupable d’indignité nationale… »

## Sources
(août 2012).
Lettres, acte de naissance, acte de décès no 432, Programmes de concert, archives du New York Times, 
Mémoire : Les relations maître-élèves vues à travers l'enseignement de Jules Massenet, de Gabriel Fauré et de Vincent d'Indy - page 118 -

Annales de Bretagne, Volumes 72-73 - Page 453- Université de Rennes. Faculté des lettres et sciences humaines - 1965-... l'Association Nantaise des Grands Concerts » que dirigeait Henri Morin, ...
les chœurs de Nantes et l'orchestre que Mme Le Meignen avait regroupé, ...

Histoire de l'opérette en France, 1855-1965 - Page 422-Florian Bruyas - 1974 - 693 pages. Les Concerts Lamoureux sont présidés par deux grands chefs d'orchestre, ... les Concerts Rouges dirigés par le chef d'orchestre Henri Morin, l'Orchestre de ..

La Revue musicale, Numéros 1-6 - Page 164-1926-Henri Morin nous est revenu après plusieurs années d'absence et c'est grâce à... vif enthousiasme qu'ait jamais suscité un chef d'orchestre chez nous avec...

La Revue musicale S.I.M., Volume 8, Partie 1 - Page 66-International Musical Society-... la Renaissance est trop petit pour contenir les fervents amateurs de musique-, heureux d'applaudir au bel effort d'art du chef d'orchestre Henri Morin et ...

Revue roumaine d'histoire de l'art - Page 97-Academia Republicii Socialiste România - 1991
Pm à 3 heures Enesco vient à la répétition avec [Henri] Morin 75. ... Grosse Fuge, Beeth[oven], Largo [pour clarinette solo et orchestre de cordes de] ...

La Revue mondiale - Page 163-1931-Un jour, ce fut l'orchestre de chambre d'Henri Morin qui donna une audition. Ensemble merveilleux d'une perfection artistique admirable. ...

Les Ballets de Monte-Carlo, 1911-1944 - Page 78-Georges Detaille, Gérard Mulys - 1954 - 269 pages
Orchestre sous la direction de M. HENRI MORIN ...

Revue française de musique, volume 12, Partie 1 - Page 284-1913-A TRAVERS LA PROVINCE Le chef d'orchestre des concerts de NANTES, M. Henri Morin n'est pas un inconnu pour les Parisiens. II a dirigé le 22 décembre dans la ...

Nouvelle revue musicale, volume 21 - Page 112-1903-LES FAITS Henri Morin a obtenu à Bucarest de magnifiques succès ji de chef d'orchestre, surtout avec des œuvres de Ravel et Schmitt ; il a dû diriger deux...

Réflexions sur l'art et la vie de Jean-Philippe Rameau (1683-1764) - Page 44-Paul Berthier - 1957 - 97 pages... d'orchestre, Arthur von Nikisch, disait à son élève et ami Henri Morin : «
Si Rameau était allemand, nous le trouverions peut-être supérieur à Bach. ...

La foi et les montagnes, ou, Le septième art au passé - Page 446-Henri Fescourt - 1980 - 495 pages
4) Le chef d'orchestre Henri-Morin m'a raconté qu'au temps où il était au Metropolitan de New-York, il rencontra ...

La Connaissance: revue de lettres et d'idées, volumes 1-3 - Page 968-René Louis Doyon - 1920
PS — Les Concerts; Rouge ont rouvert, sous la direction de M. Henri Morin, qui est un chef d'orchestre très nuancé et profondément sensible. ...

L'Opinion: journal de la semaine, volume 20 - Page 19-1926... M. Henri-Morin dirige le dimanche, en fin d'après-midi, des séances de petit orchestre très variées, et où il a révélé un poème déjà ancien de M. ...

Le Guide musical: revue internationale de la musique et de ..., Volume 57 - Page 297-1911
Le chef d'orchestre de la Société est un jeune musicien de grand talent, élève de Vincent d'Indy et de Nikisch, M. Henri Morin. ...

Scrieri alese - Page 90-Alfred Alessandrescu - 1977 - 311 pages-... compositeur de grand mérite d'ailleurs, mais chef d'orchestre inexistant, ... tandis qu'un Henri Morin, jeune chef d'orchestre au talent inné, ...

- Extrait des minutes du greffe de la cour d'appel de Paris-Courriers-Articles de journaux d’époque tel que

Archives New York Times : 